# Бок, Джерри
Джеральд (Джерри) Бок (англ. Jerry Bock; 23 ноября 1928 — 3 ноября 2010) — американский театральный композитор. Получил премию «Тони» за лучший мюзикл и вместе с Шелдоном Гарником Пулитцеровскую премию за Драму за их мюзикл «Фьорелло!» 1959 года, а также премию «Тони» как лучший композитор и автор песен за мюзикл «Скрипач на крыше» в 1964 году.

## Биография
Родился в Нью-Хейвене в еврейской семье. Его отец Джордж Джозеф Бок (1896—?) был приказчиком, мать — Пегги Ребекка Альперт (1900—?). Вырос во Флашинге, (Куинс, Нью-Йорк). Изучал фортепиано с детства. Во время обучения в Висконсинском университете в Мадисоне написал мюзикл «Большой, как жизнь» (англ. Big As Life), который гастролировал по штату и с успехом прошёл в Чикаго.

### Карьера
Его дебют на Бродвее состоялся 1955 году, когда он и Лоуренс Холефсинер написали песни для бродвейского шоу «Поймай звезду» (англ. Catch a Star). В следующем году дуэт сотрудничал с мюзиклом «Mr. Wonderful» (Мистер Чудо), предназначенный для американского актёра Сэмми Дэвиса-младшего, после чего они работали над мюзиклом Ziegfeld Follies в 1956 году.
Вскоре после этого, Бок встретился с автором текста Шелдоном Харником, с которым он успешно сотрудничал. Хотя их первый совместный мюзикл «The Body Beautiful» (Красивое тело), не смог очаровать критиков, он привлек внимание режиссёра Джорджа Эббота и продюсера Харольда Принца. Они наняли команду сочинить музыкальную биографию бывшего мэра Нью-Йорка Фьорелло Ла Гуардия «Фьорелло!» (1959 год) и выиграли на двоих премию «Тони» за лучший мюзикл и Пулитцеровскую премию за Драму.
Бок также сотрудничал с Харник в мюзиклах «Тендерлойн» (1960), «Человек на Луне» (1963), «She Loves Me» (Она меня любит) (1963), «Скрипач на крыше» (1964), «The Apple Tree» (Яблоня) (1966), «The Rothschilds (Ротшильды)» (1970), а также «Никогда не поздно» (1962), «Baker Street»(Бейкер-стрит) (1965), и «The Madwoman of Central Park West (Безумная с Централ Парк Вест)» (1979). Бок пишет музыку для музыкального хита «If I Were a Rich Man» (Если бы я был богат).
Созданная в 1997 году ежегодная премия Джерри Бока за выдающиеся достижения в музыкальном театре — грант, предоставляемый композиторам и авторам текстов мюзиклов.
Бок выступал на похоронах 98-летнего драматурга, автора либретто к бродвейскому мюзиклу «Скрипач на крыше» Джозефа Стайна за 10 дней до своей смерти. Он умер от сердечной недостаточности в возрасте 81 года.

## Награды и номинации
Награды
- 1960 — премия «Тони» -лучший мюзикл Фьорелло!
- 1960 — Пулитцеровская премия за Драму — Фьорелло!
- 1965 — премия «Тони» — лучший композитор и автор слов «Скрипач на крыше»
- 1965 — премия «Тони» — лучший мюзикл «Скрипач на крыше»

Номинации
- 1964 — премия «Тони» — лучший мюзикл — «She Loves Me» (Она меня любит)
- 1967 — премия «Тони» — лучший композитор и автор слов «Яблоня»
- 1967 — премия «Тони» — лучший мюзикл «Яблоня»
- 1971 — премия «Тони» — мюзикл «The Rothschilds (Ротшильды)»